# 得分 (篮球)
篮球中的得分（英語：Point）是比赛分数的唯一来源，方法有普通投篮（得兩分，三分線內）、三分球投篮（得三分）或罚球（得一分）。比赛结束时，得分较高的球队将获得胜利。如果同分的話將進入延長賽，直到分出勝負為止。

## NBA得分紀錄
- 史上最高累積得分：雷霸龍·詹姆士（40,017分）
- 最高生涯平均得分：麥可·喬丹（30.12分）
- 最高單場得分：威爾特·張伯倫（100分）
- 最高單季平均得分：威爾特·張伯倫（50.4分）（1961-62赛季）
- 最高單季得分：威爾特·張伯倫（4,029分）（1961年-62賽季）
- 最高半場得分：威爾特·張伯倫（59分）
- 最高單節得分：克雷·湯普森（37分）
- 最高加时赛得分：吉尔伯特·阿里纳斯（16分）
- 最高單場季後賽得分：麥可·喬丹（63分）

## 外部連結
- （英文）NBA官方網站－NBA史上累積得分統計
- （英文）NBA官方網站－NBA史上最高生涯平均得分統計